# MIP-1β
MIP-1β (synonym CCL4, englisch CC-chemokine ligand 4) ist ein Zytokin aus der Familie der CC-Chemokine.

## Eigenschaften
CCL4 bindet an den Korezeptor des HIV-1, CCR5, und hemmt dadurch die Infektion von Zellen mit HIV-1 kompetitiv. CCL4 ist der hauptsächliche HIV-inhibierende Faktor von zytotoxischen T-Zellen. CCL4 wird vor allem von zytotoxischen T-Zellen mit geringem Perforin-Gehalt gebildet. CCL4 bindet an CCL3. Es bindet zudem an CCR1 und CCR2 Isoform B.